# Costești, Buzău
Costesti là một xã thuộc hạt Buzău, România. Dân số thời điểm năm 2002 là 4769 người.